# 河合満
河合 満（かわい みつる、1948年〈昭和23年〉1月2日 - ）は、日本の技術者・会社役員、トヨタ自動車株式会社Executive Fellow。
日本プラントメンテナンス協会会長、愛知県公安委員会委員長。トヨタ自動車株式会社副社長、執行役員CMO、日本経営協会副会長などを歴任した。藍綬褒章受章。愛知県西加茂郡挙母町（現・豊田市）出身。

## 経歴
1948年1月2日に愛知県豊田市で生まれる。
小学校4年時に父親が死去したため、中学校を卒業後、お金を貰いながら学べるトヨタ技能者養成所（現・トヨタ工業学園）に入社。1966年に卒業し、トヨタ自動車工業（現・トヨタ自動車）に入社、鍛造部に配属される。本社工場鍛造部部長、副工場長を経て、2013年に技監に就任。その後、2015年に技能職出身者からは初の専務役員に就任。2017年に副社長、2020年4月に執行役員CMO兼CHRO、7月に執行役員CMOに就任し、2021年1月よりExecutive Fellowを務める。日本経営協会副会長、中部インダストリアル・エンジニアリング協会副会長、日本プラントメンテナンス協会副会長も務めた。2022年藍綬褒章受章。同年日本プラントメンテナンス協会会長。2023年愛知県公安委員会委員長。

## 人物
「勘が鈍る」との思いから、副社長に就任以降も本館ビル15階の副社長室ではなく、社長の許可を得て鍛造ハウス（現場）で執務を行っている。また1966年の入社時より基本的に毎朝、鍛造ハウス内の浴場「鍛造温泉」に入浴して出勤するスタイルを取っている。
18歳で初めて購入した車は中古のコロナだが、冷房は無く暖房も効かなかったと回想している。

## 略歴
- 1966年（昭和41年）3月 - トヨタ技能者養成所（現・トヨタ工業学園）卒業[2]。
- 1966年（昭和41年）3月 - トヨタ自動車工業株式会社（現・トヨタ自動車株式会社）入社[2]。
- 2005年（平成17年）1月 - トヨタ自動車株式会社基幹職1級 本社工場鍛造部主査[13]。
- 2005年（平成17年）6月 - トヨタ自動車株式会社基幹職1級 本社工場鍛造部部長[14]。
- 2007年（平成19年）7月 - トヨタ自動車株式会社理事 本社工場鍛造部部長[15]。
- 2008年（平成20年）1月 - トヨタ自動車株式会社理事 本社工場副工場長[16]。
- 2013年（平成25年）1月 - トヨタ自動車株式会社技監[2]。
- 2015年（平成27年）4月 - トヨタ自動車株式会社専務役員 ユニットセンターエグゼクティブ・バイス・プレジデント兼車両系生産技術･製造本部副本部長[17]。
- 2016年（平成28年）4月 - トヨタ自動車株式会社専務役員 工場統括[18]。
- 2017年（平成29年）4月 - トヨタ自動車株式会社執行役員副社長 工場統括兼安全健康推進部担当[19]。
- 2019年（平成31年）1月 - トヨタ自動車株式会社執行役員副社長 工場統括[20]。
- 2019年（平成31年）4月 - トヨタ自動車株式会社執行役員副社長 総務・人事本部本部長兼工場統括[21]。
- 2020年（令和2年）4月 - トヨタ自動車株式会社執行役員CMO[注釈 1]兼CHRO[注釈 2][22]。
- 2020年（令和2年）7月 - トヨタ自動車株式会社執行役員CMO[2]
- 2021年（令和3年）1月 - トヨタ自動車株式会社Executive Fellow[1]
- 2021年（令和3年）7月 - 愛知県公安委員会委員[23]
- 2022年（令和4年）7月 - 愛知県公安委員会委員長代行[24]
- 2023年（令和5年）7月 - 愛知県公安委員会委員長